# Szuppletivizmus
A szuppletivizmus (magyarul alakkiegészülés) az a jelenség a nyelvészetben, amikor egy szó paradigmája (ragozási sora) két vagy több különböző tőből jön létre, tehát a ragozásában eltérő, idegen eredetű szó szerepel. A fogalom melléknévi alakja a szuppletív, melynek magyar megfelelője néha tőcserélő; ennek analógiájára a jelenséget olykor tőváltásnak is hívják.

## Kialakulása
A két eltérő alak, amelyek egy paradigmává állnak össze, nyelvtörténetileg rendszerint két különböző, önálló, de hasonló jelentésű szó, amelyek közül egy idő után az egyiknek csak bizonyos alakjait kezdik használni, a másiknak meg más alakjait, és a kettő idővel összekapcsolódik a beszélők tudatában, összefüggő paradigmasort képez. Ennek példája az angol go és went alak, amelyek közül a went eredetileg a szabályos wenden ige múlt idejű alakja volt: az utóbbi ige kiveszett az angolból, csak a múlt ideje maradt meg a go már eleve hiányzó múlt idejű alakjai helyett.

## Elkülönítése hasonló esetektől
A szuppletivizmus nem tévesztendő össze a hiányos ragozású szavakkal, amelyeknek nem léteznek bizonyos alakjai, és ha van is hasonló jelentésű szó, annak teljes, összefüggő paradigmája van. Ilyen például az angol people és a német Leute (mindkettő ’emberek’): a jelentésben rokon angol person/persons és német Mann/Männer, ill. Mensch/Menschen szavaknak komplett ragozása van.
A szuppletivizmus nem tévesztendő össze azokkal az esetekkel sem, amikor két hasonló jelentésű szó az egyik nyelvben két különböző alakból képződik, míg egy másikban egymásból képezhető. Az olasz lavoro és lavorare szó például a magyarban munka és dolgozik, mint ahogy az olasz ragazzo és ragazza szó magyar megfelelője fiú és lány. Ezekben az eltérő eredetű, magyar nyelvű alakok nem szuppletívek, hanem a nyelv saját rendszeréhez képest önálló lexémák.

## Példák

### Amagyarban
- a van ige jövő ideje, felszólító módja, jelen és múlt idejű feltételes módja, továbbá a jelen idejű tagadása:
  - vagyok, vagy, van stb., ill. voltam, voltál stb.
  - lenni, leszek/leszel, lennék/lennél, lettem/lettél volna, lehetek, lehetsz stb.
  - nincs[en], sincs[en]: a „nem van”, „sem van” alakok helyett.
  - (Megjegyzés: a lesz ige önállóan is létezik más értelemben, így ennek szuppletív jellege vitatható.)
- a jön ige felszólító módja: gyere (a szabályos jöjj régies hatású)
- a sok számnév közép- és felsőfoka: több, legtöbb (nem *sokabb)
- a kicsit határozó közép- és felsőfoka: kevésbé, legkevésbé (vö. lassan, lassabban, leglassabban)
- a nagyon határozó közép- és felsőfoka: jobban, legjobban (illetve inkább, leginkább)
- a sokáig határozó közép- és felsőfoka: tovább, legtovább
- szemantikai szempontból a személyragos határozószókat is tekinthetjük a személyes névmások szuppletív alakjainak, pl. ő és neki, hozzá, róla, tőle stb., ugyanígy én és nekem, hozzám, rólam, tőlem és más személyekben (bár nyomatékos formában léteznek őneki, őhozzá, őróla stb. alakok is)
  - ezek közül is speciálisak a rajta származékai (rajtam, rajtad stb.), amelyek alakilag teljesen eltérnek az azonos jelentésű -on/-en/-ön/-n ragtól (vö. a kenyéren ~ rajta, de szabályosan: a kenyérben ~ benne, a kenyérhez ~ hozzá stb.)
- az egy és a két/kettő számnév sorszámnévi alakjai: első, második (más alakokban viszont szabályos, például tizenegyedik, tizenkettedik)

### Más nyelvekben
| - go ~ went ~ gone (’megy’ múlt idejű és befejezett melléknévi alakja) - be ~ am ~ is (’van’ főnévi igenévi és jelen idejű alakja különböző személyekben) - good ~ better/best (’jó’ fokozása) - bad ~ worse/worst (’rossz’ fokozása) - Mensch ~ Leute (’ember’ egyes és többes száma) - gut ~ besser/best (’jó’ fokozása) - bin ~ ist ~ war ~ (ge)wesen (a létige alakjai) - god ~ bättre/bäst (’jó’ fokozása) - человек [cselovek] ~ люди [ljugyi] (’ember’ egyes és többes száma) - год [god], года [goda] ~ лет [let] (’valahány éves’ alakjai különböző számnevek mellett) - хороший [horosij] ~ лучший/наилучший [lucssij/nailucssij] (’jó’ fokozása) - плохой [plohoj] ~ худший/наихудший [hudsij/naihudsij] (’rossz’ fokozása) - dobrý ~ lepší/nejlepší (’jó’ fokozása) - zlý (špatný) ~ horší/nejhorší (’rossz’ fokozása) - dobry ~ lepszy/najlepszy (’jó’ fokozása) - zły ~ gorszy/najgorszy (’rossz’ fokozása) - rok ~ lat/lata (’év’ egyes vagy többes szám mellett, ill. 2/3/4 végű számok után) | - aller stb. ~ va stb. ~ irai stb. (’megy’ alakjai) - être stb. ~ suis/sommes/serai stb. ~ fus/fut stb. (’van’ alakjai) - avoir ~ eus/eut/stb. ~ ont (’birtokol’, ’van neki’ alakjai) - œil ~ yeux (’szem’ egyes és többes száma) - bon ~ meilleur (’jó’ fokozása) - bien ~ mieux (’jól’ fokozása) - mauvais ~ pire (’rossz’ fokozása; konkrét értelemben a szabályos alak is használatos) - mal ~ pis (’rosszul’ fokozása) - beaucoup ~ plus, ill. davantage (a ’sok’ kétféle középfoka) - peu ~ moins (’kevés’ fokozása) - petit ~ moindre (’kicsi’ fokozása; a szabályos alak is használatos) - un ~ premier (’egy’ és ’első’) - deux ~ second (’kettő’ és speciálisabb értelemben ’második’; általános értelemben deuxième használatos) - ir ~ voy ~ fui (’megy’) - bueno ~ mejor (’jó’ fokozása) - malo ~ peor (’rossz’ fokozása) - vado ~ andai (’megy’) - buono ~ migliore (’jó’ fokozása) - essere ~ stato (’lenni’ alakjai) - ferō ~ tulī ~ lātum (’hoz’, e./1. jelen és múlt, valamint supinum alak) - sum ~ esse ~ fuī (’van’, e./1. jelen és múlt, valamint supinum alak) - bonus ~ melior ~ optimus (’jó’ fokozása) - malus ~ peior, pessimus (’rossz’ fokozása) |